# Roberto Kertész
Roberto Kertész nació el 14 de junio de 1931 en Hungría y emigró con su familia hacia Argentina cuando era un niño.
Fue un médico psiquiatra y doctor en medicina egresado de la Universidad de Buenos Aires. Su tesis de doctorado se tituló “Evaluación clínica de tratamientos psicofarmacológicos y psicoterapéuticos”. A partir de 1970 introdujo en Latinoamérica, España, y Hungría las corrientes psicológicas denominadas Nuevas Ciencias de la Conducta. Fundó y dirigió el Instituto Privado de Psicología Médica (IPPEM) junto al Dr. Cecilio Kerman y luego el Instituto Argentino de Empresas Familiares (INAREF), ambos vinculados a la Universidad de Flores (UFLO), institución de la que también fue fundador y rector. Docente en diversas instituciones argentinas y del exterior. Fue autor y coautor de más de 30 libros junto a su esposa y gran colaboradora Clara Inés Atalaya, además de brindar en 16 países más de mil conferencias vinculadas a las Nuevas Ciencias de la Conducta.  
Kertész falleció el 7 de octubre de 2018, a los 87 años, en la Ciudad de Buenos Aires. 

## Las Nuevas Ciencias de la Conducta
A partir de 1970, junto al Dr. Cecilio Kerman, introdujo en Latinoamérica, España, y Hungría las Nuevas Ciencias de la Conducta, primero el análisis transaccional (delegado por el Dr. Eric Berne), luego la terapia multimodal (delegada por el Dr. Arnold Lazarus) y finalmente el manejo del estrés (supervisado por el Dr. Hans Selye). Además, se lo reconoce como uno de los precursores de los modelos integrativos del eclecticismo en la psicoterapia. 
También junto al Dr. Cecilio Kerman y a otros profesionales, en 1968 conformó la Asociación Argentina de Análisis Transaccional y Terapia Gestáltica constituyéndose en la primera de su tipo en América Latina. En 1973, esta organización –de la cual Kertész fue presidente– amplió su denominación y pasó a llamarse Asociación Iberoamericana de Análisis Transaccional y Ciencias del Comportamiento (ANTAL). Kertész llevó a cabo congresos nacionales, el primero de ellos celebrado en 1979 en Buenos Aires con la participación de los psicoterapeutas estadounidenses Connirae Andreas y John Stevens, quienes presentaron la programación neurolingüística. Al año siguiente, organizó el Primer Seminario de Terapia Multimodal en Latinoamérica a cargo de los doctores Frank Ferrise y Luis Nieves, discípulos de su creador, el Dr. Arnold Lazarus. En 1982 coordinó en Buenos Aires el primer curso de formación en hipnoterapia Ericksoniana, patrocinado por la Fundación Erickson, a cargo de su presidente, el Dr. Jeffrey Zeig. ANTAL se encontraba afiliada a dos sociedades internacionales: Society for the Exploration of Psychotherapy Integration (SEPI) y Academia Internacional de Psicoterapeutas Eclécticos (AIEP).
En 1970 fundó –nuevamente junto al Dr. Cecilio Kerman– el Instituto Privado de Psicología Médica (IPPEM), el cual dirigió hasta su muerte en 2018. Siete años después de su fundación se incorporó el Dr. Bernardo Kerman y luego la Lic. Beatriz Labrit. Este Instituto brindó terapia individual y grupal, cursos y asesoramiento para organizaciones, y llevó a cabo investigaciones, docencia y publicaciones científicas.
Kertész también creó y dirigió el Instituto Iberoamericano de Empresas Familiares (INAREF) y fue miembro didáctico de la International Transactional Analysis Association (ITAA).
En 1974 estableció la Asociación Latinoamericana de Análisis Transaccional (ALAT) y entre 1976 y 1979 se desempeñó como fundador y presidente del primer Comité de dicha asociación.
En 1980 fundó la Sociedad Internacional de Nuevas Ciencias de la Conducta (SICCO).

## Kertész y la Universidad de Flores
En 1994, Kertész lideró el proyecto para la creación de la Universidad de Flores junto al Dr. Bernardo Kerman, la Arq. Ruth Fische, el Dr. Adalberto Luege, la Lic. Beatriz Labrit y la Lic. Clara I. Atalaya. Esta institución de enseñanza privada fue concebida con un rasgo distintivo: poseer una fuerte impronta biopsicosocial y socioambiental que, a través de una concepción de la calidad de vida como bien colectivo y del ambiente, le brinde una identidad y perfil institucional actualizado. En consecuencia, todas las actividades que se realizan en la Universidad están atravesadas por estos ejes que estructuran de manera transversal la vida institucional, generando valor y empatía en su entorno más cercano y con círculos cada vez más amplios de la sociedad.
Se desempeñó como rector de la  Universidad de Flores entre 1994 y 2011. Luego, cumplió con su rol de rector emérito. Fue el primer director del Doctorado en Psicología y luego director de Posgrado y Educación Continua de UFLO. También ejerció como director del Diplomado en Coaching Transaccional de dicha Universidad.

## Antecedentes docentes en otras universidades
Roberto Kertész se desempeñó como profesor designado o visitante en más de 20 universidades argentinas y extranjeras. Entre otras, ejerció como titular de Psicología Laboral de la Universidad Nacional de La Plata, en el Doctorado en Psicología de la Universidad Argentina John F. Kennedy, en distintas materias de carreras de grado de la Universidad de Flores, Universidad del Salvador, Pontificia Universidad Católica Argentina y Universidad del Museo Social Argentino. Fue docente autorizado de Salud Mental en la Facultad de Medicina de la Universidad de Buenos Aires. 

## Actuación hospitalaria
Roberto Kertész ejerció como jefe del Servicio de Psicopatología y Salud Mental del ex Hospital Municipal Rawson, allí conoció al Dr. Cecilio Kerman quién se desempeñaba en el Servicio de Pediatría de la misma institución. Fue allí donde comenzaron a trabajar de forma interdisciplinaria con la intención de integrar lo biológico con lo psicológico. 
También brindó consultoría en psiquiatría y medicina psicosomática en diversos hospitales como el Dr. José María Penna, el Español y el Dr. José Ramos Mejía.  Proporcionó también atención médica en el Hospital Nacional Borda. Luego, realizó investigaciones sobre bioquímica de las afecciones mentales en el Servicio de Psicofarmacología y Neuropsiquiatría Experimental de dicho hospital, bajo la dirección del Prof. Dr. Edmundo Fischer, Jefe de Servicio de esta entidad.
Se desempeñó como Subdirector de la Clínica Pichón Riviére, de Buenos Aires.

## Consultoría
Realizó servicios de consultoría y coaching para grandes organizaciones y también para pequeñas y medianas empresas. En este contexto, creó y aplicó el modelo sistémico e interdisciplinario P.A.L.T. que trabaja con 4 variables presentes en toda organización: P para las psicológicas, A para las administrativas y contables, L para las legales y T para las técnicas de una organización.

## Distinciones
A nivel de Doctorado obtuvo la máxima distinción de la Universidad Sōka de Japón. Fue profesor honorario de la Universidad Ricardo Palma, Universidad San Martín de Porres y Universidad Norbert Wiener de Perú. También fue nombrado miembro honorario de la Academia de Medicina y del Instituto Albert Schweitzer de Polonia, de la Academia Tiberina de Italia y de la Sociedad Mexicana de Hipnosis y Medicina Psicosomática. Logró el reconocimiento de servicios distinguidos por la International Transactional Analysis Association (ITAA), entre otros.

## Otras actividades
Kertész fue también pianista y compositor de jazz. Debido a su interés por la música, creó y dirigió el IDEjazz, Instituto de Difusión y Estudios del Jazz perteneciente a la Universidad de Flores. 

## Libros
- Kertész, R. y Stecconi, C. (2018). Aforismos de vida. UFLO.
- Kertész, R. (1993). Análisis transaccional en vivo. IPPEM.
- Kertész, R. (2004). Análisis transaccional en vivo. IPPEM.

- Kertész, R. (1985). Análisis transaccional integrado. (C. I. Atalaya y A. Kertész, Cols.). IPPEM.
- Kertész, R. (1997). Análisis transaccional integrado.  (C. I. Atalaya y A. Kertész, Cols.). IPPEM.
- Kertész, R. (2003). Análisis transaccional integrado.  (C. I. Atalaya y A. Kertész, Cols.). IPPEM.
- Kertész, R. (2010). Análisis transaccional integrado (C. I. Atalaya y A. Kertész, Cols.). UFLO.
- Kertész, R. (2016). Análisis transaccional integrado (C. I. Atalaya y A. Kertész, Cols.). UFLO.
- Kertész, R. e Induni, G. (1981). ATENDO: Análisis transaccional para todos. CONANTAL.
- Kertész, R. e Induni, G. (1999). ATENDO: Análisis transaccional en el desarrollo de las organizaciones. CONANTAL.

- Kertész, R. (2015). ATENDO: Análisis transaccional en el desarrollo de las organizaciones. UFLO.
- Kertész, R. (2016). Coaching transaccional: las 10 herramientas básicas (C. Stecconi y V. Kertész, Cols.). UFLO.
- Kertész, R. y Stecconi, C. (2018). Comunicación efectiva y afectiva:  Los 5 pilares y las 5 distorsiones. UFLO.
- Kertész, R. y Atalaya, C. I. (1991). Cuestionario de conductas parentales (MAPA). IPPEM.
- Kertész, R. (2013). Cuestionario de las áreas de conducta y los roles fundamentales (CAR). UFLO.
- Kertész, R., Induni, G. y Atalaya, C. I. (s.f.). Cuestionario de mensajes parentales (MAPA). CONANTAL.
- Kertész, R. y Atalaya, C. I. (s.f.). Cuestionario de mensajes parentales (MAPA). IPPEM.
- Kertész, R. (1989). Historia personal. IPPEM.
- Kertész, R. (2001). Historia personal. UFLO.
- Kertész, R., Del Casale, F. P., Kerman, C., Savorgnan, J. A. y Slipak, B. (1973). Introducción al análisis transaccional: Los juegos psicológicos. Paidós.
- Kertész, R., Atalaya, C. I. y Kertész, V. (1992). Liderazgo transaccional: cómo hacer que la gente haga. IPPEM.
- Kertész, R.y Kerman, B. (1985). El manejo del stress. IPPEM.
- Kertész, R. y Stecconi, C. (Comps.) (2011). El manejo del stress psicosocial. UFLO.
- Kertész, R. e Induni, G. (1977). Manual de análisis transaccional. CONANTAL.
- Kertész, R., Atalaya, C. I., Kammerer, J. R., Bozzo, R. N. y Kertész, V. (2006). Manual para la empresa familiar. UFLO.
- Kertész, R., Atalaya, C. I., Kammerer, J. R., Bozzo, R. N. y Kertész, V. (2010). Manual para la empresa familiar. UFLO.
- Kertész, R., Atalaya, C. I., Kammerer, J. R., Bozzo, R. N. y Kertész, V. (2017). Manual para la empresa familiar. UFLO.
- Kertész, R., Atalaya, C. I.  e Induni, G. (s.f.). Monitor de autoevaluación (MODA). CONANTAL.
- Kertész, R. (1991). Monitor del stress. IPPEM.
- Kertész, R. (Ed.). (1988). Las nuevas ciencias de la conducta. IPPEM.
- Kertész, R. (1993). El placer de aprender. IPPEM.
- Kertész, R. (2010). El placer de aprender. UFLO.
- Kertész, R. y Kertész, A. (1994). Plan de vida. Una guía completa de calidad de vida. IPPEM.
- Kertész, R. y Kertész, A. (2014). Plan de vida. Una guía completa de calidad de vida. UFLO.
- Kertész, R. y Kerman, C. (1987). ¿Quiere hacer terapia?: Guía para pacientes y psicoterapeutas. IPPEM.
- Kertész, R. (2003). Sabiduría budista y autorrealización: El enfoque en las nuevas ciencias de la conducta. UFLO.
- Kertész, R. (1987). Stress de la pareja y familia. IPPEM.